# Gijsbert Isaak de Vries
Gijsbert Isaak de Vries (sr.) (Nijmegen, 7 augustus 1822 – Dordrecht, 2 juli 1905) was een Nederlands organist, pianist en violist.
Hij was zoon van Anna Cornelia Schieke en organist en klokkenist Gijsbert de Vries; zijn moeder overleed in 1830 waarna zij vader hertrouwde met Elisabeth Johanna Paulus. Hij trouwde zelf in 1850 met Johanna Samuella Catharina Kretschmer. Twee zonen uit dat huwelijk werden ook organist.
Hij ontving zijn eerste muzieklessen van zijn vader, die organist was van de Grote of Sint-Stevenskerk in Nijmegen. Hijzelf begon op veertienjarige leeftijd als organist bij de kerk in Beek en daarna de Waalse kerk in Nijmegen. Hij verplaatste zijn activiteiten naar Hasselt; hij was er ook stadsmuziekmeester. Daar verbleef hij maar kort om in maart 1846 na een voorspel organist ten worden van de Augustijnenkerk in Dordrecht.
Na 1859 was hij de organist van de Grote kerk aldaar, alwaar hij ook het nieuwe orgel inwijdde. In en bij Dordrecht speelde hij zowel (solo)viool als (begeleidend en solo)piano.
In 1905 overleed als oudste lid van de Nederlandse Orgel Vereniging. Zijn zoon Johan Adriaan de Vries volgde hem vanuit de Augustijnerkerk op als organist van de Grote Kerk, G.J. de Vries jr. werd vervolgens organist van de Augustijnerkerk, overleed in 1914.
De Vries en Kretschmer werden begraven op Essenhof, waar ook hun twee zonen begraven werden.